# La plaza de Berkeley (película)
La plaza de Berkeley (Berkeley Square, 1933) es una película de fantasía dramática estadounidense de 1933 producida por la Fox Film Corporation y protagonizada por Leslie Howard y Heather Angel. La película fue dirigida por Frank Lloyd.

## Argumento
En 1784, poco después de que Estados Unidos consiguiera su independencia, el norteamericano Peter Standish  zarpó de Nueva York rumbo a Inglaterra para casarse con su prima. Al enterarse de que un francés ha cruzado el Canal de la Mancha en globo, Peter lamenta no poder ver las maravillas que le depara el futuro.
En 1933, su descendiente, también llamado Peter Standish (Leslie Howard), hereda inesperadamente una casa en Berkeley Square en Londres. Se obsesiona cada vez más con el diario de su antepasado, lo que preocupa mucho a su prometida Marjorie Frant (Betty Lawford). Cuando toman el té con el embajador estadounidense (Samuel S. Hinds), Peter le confía al diplomático con gran expectación su convicción de que ese día a las 5:30 se trasladará 149 años atrás. Peter está convencido de que todo lo que necesita hacer es seguir el diario de su antepasado, ya que ya sabe lo que sucede gracias a su lectura.
Peter se apresura a volver a casa y, justo cuando abre la puerta, vuelve a estar en 1784, ocupando el lugar del anterior Peter Standish justo cuando llega a la casa, que entonces era propiedad de sus parientes, los Pettigrew. Lady Ann ([Irene Browne]]) y sus hijos adultos Tom (Colin Keith-Johnston), Kate (Valerie Taylor) y Helen (Heather Angel) están allí para recibirlo. Los Pettigrew, que se encuentran en una situación financiera desesperada, están ansiosos por que Kate se case con el rico estadounidense. Peter está decidido a no alterar el futuro sobre el que ha leído, hasta que ve a Helen por primera vez. Intenta luchar contra su atracción por ella, pero finalmente fracasa. Helen, mientras tanto, está siendo presionada por su madre para que se case con el Sr. Throstle (Ferdinand Gottschalk), pero Helen ha decidido, incluso antes de la llegada de Peter, no casarse. Más tarde le confiesa a Peter que había estado soñando con él antes de verlo.
A medida que pasa el tiempo, Peter ofende sin darse cuenta con su desconocimiento de las costumbres del siglo XVIII y la gente empieza a temerle, pues comete errores y habla de cosas que todavía no han sucedido. Por ejemplo, cuando encarga a Sir Joshua Reynolds (Olaf Hytten) que pinte su retrato, elogia por su nombre otra obra de Reynolds, una que el pintor acaba de empezar a pintar. Kate se convence de que Peter está poseído por un demonio y rompe su compromiso. Helen, sin embargo, se muestra comprensiva con sus dificultades y se enamora de él.
Helen finalmente presiona a Peter para que le dé una explicación de sus "visiones", que él solo ha insinuado. Aunque él se niega a hablar abiertamente, de alguna manera ella logra ver en sus ojos visiones de su mundo moderno, con todos sus horrores y maravillas, y adivina la verdad. Sabiendo que él se ha desilusionado, que vive entre fantasmas nacidos 149 años antes de su tiempo, y que está desesperadamente descontento con las realidades cotidianas de su era (incluida la falta de higiene y fontanería, y no bañarse regularmente en lo que él llama un "pocilga asquerosa de mundo"), ella lo insta a regresar a su propia época. Él quiere quedarse con ella sin importar las consecuencias, pero al final, regresa a 1933.
Cuando visita la tumba de Helen, se entera de que ella murió el 15 de junio de 1787, a la edad de 23 años. Marjorie va a verlo, preocupada por su cordura porque ha estado diciendo que es del siglo XVIII. Peter cree que su antepasado había intercambiado lugares con él. Le dice que no puede casarse con ella. Peter se consuela con el epitafio en la tumba de Helen y su convicción de que estarán juntos, "no en mi tiempo, ni en el tuyo, sino en el de Dios".

## Reparto
| Actor/Actriz         | Personaje                |
| -------------------- | ------------------------ |
| Leslie Howard        | Monsieur Rene            |
| Heather Angel        | Sally                    |
| Valerie Taylor       | Victor Dubois            |
| Irene Browne         | Ann Pettigrew            |
| Beryl Mercer         | la señora Barwick        |
| Colin Keith-Johnston | Tom Pettigrew            |
| Alan Mowbray         | Mayor Clinton            |
| Juliette Compton     | Duquesa de Devonshire    |
| Betty Lawford        | Marjorie Frant           |
| Ferdinand Gottschalk | Señor Throstle           |
| Samuel Hinds         | Embajador estadounidense |
| Olaf Hytten          | Sir Joshua Reynolds      |
| David Torrence       | Lord Stanley             |

## Crítica
La película fue una decepción de taquilla para Fox.
El crítico de The New York Times Mordaunt Hall la calificó como "un ejemplo de delicadeza y moderación, una película llena de humor suave y patetismo atractivo". Elogió especialmente a Leslie Howard, escribiendo: "Ha hecho un trabajo excelente en otras películas, pero es dudoso que alguna vez haya dado una actuación tan impresionante e imaginativa".
Variety declaró que la película era "una producción imaginativa, hermosa y bien manejada", pero predijo que no le iría bien en la taquilla estadounidense debido al elenco y los diálogos muy británicos.
John Mosher de The New Yorker también elogió la película, escribiendo que "el encanto que había en la obra está ahí, con Leslie Howard nuevamente en su papel teatral, y con las buenas líneas, incluso poéticas, conservadas, y el hermoso Londres del siglo XVIII montado para nosotros con mucho gusto".
Harrison's Reports escribió: "Artística y elegantemente producida y bellamente actuada, Berkeley Square surge como un entretenimiento de clase alta para la clase alta de aficionados al cine; es más bien lenta para las masas".
Berkeley Square fue votada como una de las diez mejores películas de 1934 por la encuesta anual de críticos de Film Daily.

## Remake
En 1951, 20th Century Studios produjo una adaptación en Technicolor, con alteraciones sustanciales en la trama, I'll Never Forget You, protagonizada por Tyrone Power y Ann Blyth. Irene Browne repitió su papel como Lady Ann Pettigrew en la nueva versión. En la película de 1933, los errores de vocabulario de Standish y su conocimiento previo inspiran sospecha y luego miedo cuando por fin habla abiertamente sobre el futuro y su disgusto por el siglo XVIII. En la versión de 1951, Standish es un científico atómico que termina siendo (anacrónicamente) acusado de brujería debido a sus esfuerzos científicos.
Las películas terminan de manera muy diferente. En la película de 1933, Standish termina su compromiso y planea quedarse solo en la casa de Berkeley Square, esperando el día en que él y Helen se reencuentren, "en el tiempo de Dios". En la película de 1951, no hay prometida. Después de que Standish regresa de su viaje al pasado, va a la tumba de Helen y se entera de que ella murió de pena poco después de que lo llevaran a Bedlam. Conoce a la hermana de su amigo, también interpretada por Ann Blyth, lo que sugiere la posibilidad de que ella sea Helen, reencarnada.